# Tarenna canarica
Tarenna canarica là một loài thực vật có hoa trong họ Thiến thảo. Loài này được (Bedd.) Bremek. miêu tả khoa học đầu tiên năm 1934.